# Пизе
Пизе́ (фр. Pizay) — коммуна во Франции, находится в регионе Рона — Альпы. Департамент — Эн. Входит в состав кантона Монлюэль. Округ коммуны — Бурк-ан-Брес.
Код INSEE коммуны — 01297.

## География
Коммуна расположена приблизительно в 390 км к юго-востоку от Парижа, в 24 км северо-восточнее Лиона, в 37 км к югу от Бурк-ан-Бреса.

## Климат
Климат полуконтинентальный с холодной зимой и тёплым летом. Дожди бывают нечасто, в основном летом.

## Население
Население коммуны на 2010 год составляло 777 человек.
| 1962 | 1968 | 1975 | 1982 | 1990 | 1999 | 2010 |
| ---- | ---- | ---- | ---- | ---- | ---- | ---- |
| 222  | 237  | 319  | 379  | 433  | 638  | 777  |

## Администрация
| Период | Период | Фамилия     | Партия | Примечания |
| ------ | ------ | ----------- | ------ | ---------- |
| 1995   | 2008   | Пьер Гриман |        |            |
| 2008   | 2014   | Ролан Ама   |        |            |
| 2014   | 2020   | Марк Гриман |        |            |

## Экономика
В 2010 году среди 540 человек трудоспособного возраста (15—64 лет) 413 были экономически активными, 127 — неактивными (показатель активности — 76,5 %, в 1999 году было 76,0 %). Из 413 активных жителей работали 399 человек (211 мужчин и 188 женщин), безработных было 14 (7 мужчин и 7 женщин). Среди 127 неактивных 69 человек были учениками или студентами, 42 — пенсионерами, 16 были неактивными по другим причинам.

## Фотогалерея
- Церковь Св. Корнилия
- Крытый рынок
- Крест Мартель
- Лес Морт
- Карта коммуны